# Dindica koreana
Dindica koreana är en fjärilsart som beskrevs av Alphéraky 1897. Dindica koreana ingår i släktet Dindica och familjen mätare. Inga underarter finns listade i Catalogue of Life.